# Stryn
Stryn is een gemeente en skigebied gelegen aan de Nordfjord in de Noorse provincie Vestland. De gemeente telde 7218 inwoners in januari 2017.
De gemeente bestaat uit de hoofdplaats Stryn en aan beide zijden van het fjord de dorpen Loen, Olden, Innvik, Utvik, Nordsida en Markane.
In Oppstryn, een dorp in de gemeente Stryn, gelegen aan het meer Oppstrynsvatnet is het Jostedalsbreen Nasjonalparksenter, het bezoekerscentrum van het nationaal park Jostedalsbreen met de gletsjer Jostedalsbreen. Aan de Gamle Strynesfjellsvegen ligt onder andere het zomerskigebied van Stryn.
|  |

## Aardverschuiving
Een rampzalige aardverschuiving in het bergmassief veroorzaakten in 1905 en 1936 in het Lovatnet-meer een enorme vloedgolf, waarbij huizen en infrastructuur werden verwoest en in totaal 135 doden en tientallen gewonden vielen. Nadien werd het gebied ontvolkt. 

De Noorse film Bølgen [The Wave] uit 2015 is mede op deze ramp gebaseerd.

## Geboren
- Jostein Flo (1964), voetballer
- Helge Sunde (1965), jazz-muzikant
- Jarle Flo (1970), voetballer
- Tore André Flo (1973), voetballer
- Tarjei Bø (1988), biatleet
- Per-Egil Flo (1989), voetballer
- Johannes Thingnes Bø (1993), biatleet